# État de Barwani
1465–1948
Entités précédentes :
- Raj britannique

Entités suivantes :
- Inde

Barwani est un ancien État princier des Indes. Il fut gouverné par des ranas jusqu'en 1948 puis intégré au Madhya Bharat puis au Madhya Pradesh.

## Dirigeants: Râna
- 1617 - 1640 : Limji Singh
- 1640 - 1670 : Chandra Singh
- 1670 - 1675 : Sur Singh
- 1675 - 1700 : Jodh Singh
- 1700 - 1708 : Parbat Singh
- 1708 - 1730 : Mohan Singh I
- 1730 - 1760 : Anup Singh
- 1760 - 1794 : Umed Singh
- 1794 - 1839 : Mohan Singh II (+1839)
- 1839 - 1861 : Jeswant Singh (+1880), déposé
- 1861 - 1873 : Administration anglaise
- 1873 - 1880 : Jeswant Singh (rétabli)
- 1880 - 1894 : Indrajit Singh (1840-1894)
- 1894 - 1930 : Ranjit Singh (1888-1930)
- 1930 - 1948 : Devi Sahib Singh (1922-2007)